# Канадска премијер лига
Канадска премијер лига (енгл. Canadian Premier League) је највиша професионална фудбалска лига Канаде. У њој се такмичи осам клубова широм земље за титулу првака Канаде. Сезона траје од априла до октобра у којој сваки тим одигра по 28 утакмица.

## Клубови
У Канадској премијер лиги такмичи се осам клубова.
Провинција Онтарио има три клуба, Британска Колумбија има два клуба, док Алберта, Манитоба и Нова Шкотска имају по један. Постоји и један дерби: Дерби 905 између Форџа из Хамилтона и Јорк јунајтеда из Торонта, назван по позивном броју који деле оба тима.
| Клуб                | Стадион               | Град                          | Основан | Члан лиге |
| ------------------- | --------------------- | ----------------------------- | ------- | --------- |
| Атлетико Отава      | ТД плејс              | Отава, Онтарио                | 2020.   | од 2020.  |
| Кавалри             | АТКО филд             | Футхилс Каунти, Алберта       | 2018.   | од 2019.  |
| Форџ                | Стадион Тим Хортонс   | Хамилтон, Онтарио             | 2017.   | од 2019.  |
| Халифакс вондерерси | Вондерерс граундс     | Халифакс, Нова Шкотска        | 2018.   | од 2019.  |
| Пасифик             | Стадион Старлајт      | Лангфорд, Британска Колумбија | 2018.   | од 2019.  |
| Валер               | ИГ филд               | Винипег, Манитоба             | 2017.   | од 2019.  |
| Ванкувер            | Вилоби комјунити парк | Лангли, Британска Колумбија   | 2022.   | од 2023.  |
| Јорк јунајтед       | Стадион Јорк лајонс   | Торонто, Онтарио              | 2018.   | од 2019.  |

### Бивши клубови
| Клуб     | Стадион       | Град              | Основан | Члан лиге |
| -------- | ------------- | ----------------- | ------- | --------- |
| Едмонтон | Стадион Кларк | Едмонтон, Алберта | 2019.   | до 2022.  |